# 潮州市城南小学
潮州市城南小学，是中华人民共和国广东省潮州市的一所小学，创办于1901年4月6日，是潮州市历史悠久的小学之一，也是潮州市师生人数最多的学校。

## 历史
- 潮州市城南小学的校史非常悠久。早在宋淳佑三年（1243年），知州郑良臣在潮州城南七里韩庙旧址建立城南书庄，这是潮州市城南小学的前身。
- 1901年4月6日，改为现代学堂。
- 1924年，成为完全小学。
- 1939年，潮州被日本沦陷，城南小学被迫停办。
- 1942年，复办于开元路茶阳书院。
- 1948年，迁回现址。
- 1985年，定名为“潮州市城南小学”至今。
- 1991年，旅港校友刘贵海先生捐款人民币200万元重建潮州市城南小学，建筑面积5千平方米。
- 1997年，卢春梅上台，担任潮州市城南小学校长，城南中英文学校成立后兼任其校长至今。
- 2001年，另设立“潮州市城南中英文学校”，同年被晋升为“广东省一级学校”。
- 2011年4月6日，城南小学举办110周年校庆大会，并邀请了骆文智、许光、卢瑞华等人参加此次大会并观看了文艺汇演。同日城南学堂落成。[1][2]

## 现况
潮州市城南小学共有学生2864人，教师105人。建筑面积5千平方米。拥有配套的校园设施，例如教学楼、教室、多媒体室、实验室、广播站、电视演播室、计算机室、操场、学堂等。此外在绿榕北路设有分校，为“潮州市城南中英文学校”，该校占地面积30亩，建筑面积35000平方米，拥有54个教学班，学生2000余人，教师114人。城南中英文学校被潮州民间称为“贵族学校”。
现任校长为卢春梅，在卢春梅主政期间，推行“阳光教育”政策，使得城南小学在潮州市获得最高的知名度。为此卢春梅还设立“城南阳光家长俱乐部”，以及在潮安区设立“城南阳光实验学校”。城南小学还颁布了《潮州市城南小学办学章程》。
潮州市城南小学的广播电视设备也很完善，并设立了对内官方广播电台和电视台，分别为红领巾广播站和红领巾电视台，主要在课余时段播出节目。

## 标志

### 校徽
潮州市城南小学校徽以木棉花为主体图案，并以圆形以及其下面的绶带环绕。

### 校歌
红棉挺秀，桃李芬芳。

城南历史，悠久辉煌。

忠实，勤奋，团结，活泼，

校风永远传扬。

开拓创新，振兴中华。

世界未来，我是栋梁。

### 校服
潮州市城南小学和城南中英文学校拥有各自的校服，唯一的相同之处就是两校的上衣校服印有校徽，该校徽是城南小学和城南中英文学校的校徽。两校校服均分为夏季校服和冬季校服，其中城南中英文学校的夏季校服分为普通服和体育服，城南小学的夏季校服分为男女类型。

#### 城南小学
- 夏季校服分为男女类型。男学生上衣为白色，衣领边、袖边、口袋、肩部和拉链处为蓝色，口袋绘有校徽。女学生上衣为水手服，为白色，衣领为蓝色，有两条白线，袖边有一条蓝线，口袋绘有校徽。
- 冬季校服上衣为白色，衣领边、袖边、口袋、肩部和拉链处为蓝色，左胸部绘有校徽。
- 裤子为蓝色，有两个口袋，裤子侧面绘有一条白线。
- 裙子为女学生在夏季穿着使用，蓝色，裙边绘有两条白线。

#### 城南中英文学校
- 夏季校服分为普通服和体育服。普通服为衬衫，白色，衣领为灰色。体育服为运动服，白色，衣领为黑色，领边绘有一条白线，左胸部绘有校徽，背面写有“BILINGBAY C.N.”的字样。
- 冬季校服上衣为白色，左胸部绘有校徽。
- 裤子为黑色，有两个口袋。

## 领导人
- 校长：卢春梅，1964年12月生，中国共产党党员（但信仰佛教），1997年担任潮州市城南小学校长至今，是该校第一任女校长。
- 副校长：翁竞燕，2015年1月至4月间因学生牌坊街淋雨事件被短暂停职。

## 校友
卢瑞华、饶宗颐

## 事件
潮州市城南小学和城南中英文学校在发展教育的同时，也发生了一些不光彩的事件，这引起了社会各界强烈的反响。以下是一些事件的案例：
城南小学在卢春梅执政期间，被指责以追求名利为由牟取金钱，过于腐败。并设立所谓的“城南阳光家长俱乐部”，开办星期六上午的兴趣班，要求全体学生必须报读此兴趣班，卢春梅当局还警告学生不报读兴趣班的后果，手段极其恶劣，令部分学生胆战心惊，引发了社会的不满。加上卢春梅掌权期间该校发生多次不良事件。
2015年1月13日，城南小学为躲避广东省人民政府教育督导室的验收，把被认为“超标”的部分学生冒雨到牌坊街外出“参观”。由于当时天气寒冷，风雨交加，使得一些学生被大雨淋湿，引发了家长和学生的强烈不满。城南小学的做法是为了验收标准里有一条“每班学生人数不能超过50名”的硬性指标，但城南小学很多班级人数多达80余人。事件被新华社、中央人民广播电台播出后，广东省教育厅、湘桥区教育局等部门到城南小学进行调查，并处理了相关责任人，副校长翁竞燕被迫下台（当时校长卢春梅不在学校，翁竞燕被当做了替罪羊，后又东山再起）。1月30日，广东省教育厅发表声明，收回湘桥区“创建教育强区”的称号。
2015年5月21日上午8点30分左右，城南中英文学校发生一起跳楼事件，一名六年级男同学张驰帆从该校教学楼六楼坠下。随后该校拨打110和120报警，并被送往中国人民解放军第188医院进行抢救。但张由于伤势过重，不久于5月23日下午16时在军医院去世。据部分人士透露，张驰帆跳楼的原因是因为没写作业，而被语文老师叫到阳台罚抄作业，结果造成了跳楼事件。张驰帆的家属表示，张是清白的，是一个善良的好孩子，并希望向社会讨回一个公道。但也有另一种说法是，张驰帆是因为检查背诵不过关，被语文老师叫到办公室，之后拿作业和笔到阳台写作业，不料笔掉落在楼下，于是张攀阳台栏杆探头往下看时坠落楼下，这个说法最为普遍。目前事件正进一步调查。